# Papa Cleto
Cleto o Anacleto (Atene, 16 circa – Roma, 92 circa) è stato il 3º vescovo di Roma e papa della Chiesa cattolica, che lo venera come santo.
Fu papa, orientativamente, dall'80 al 92.

## Identificazione della figura storica
Dopo una disputa durata per secoli, l'Annuario Pontificio del 1947 ha stabilito che la figura di papa Anacleto coincide con quella di Cletus, citata dal Liber pontificalis come successore di papa Lino. Già Eusebio di Cesarea, Ireneo di Lione, Agostino d'Ippona e Ottato di Milevi consideravano Cleto ed Anacleto la stessa persona, ma non concordavano per l'ordine di successione dei primi papi: Ireneo elencava, nell'ordine, Lino, Anacleto e Clemente, ma Agostino e Ottato elencavano Lino, Clemente e Anacleto. Tertulliano, addirittura, li ometteva entrambi.
Ma la conferma maggiore è quella dello studio di Louis Duchesne.
Il Catalogus Liberianus e il Carmen contra Marcionem sostengono invece che Anacleto e Cleto fossero persone differenti. Per il Catalogus Felicianus il primo sarebbe un greco, mentre il secondo un romano. Da ricordare infine il Martirologio Geronimiano che annota al 26 aprile Cleti martyris, mentre il Martirologio di Beda, alla stessa data, preciserebbe Sancti Cleti Papae et martyris dimostrando la corrispondenza tra le due persone.
L'elenco più antico dei papi fu stilato da Egesippo durante il pontificato di papa Aniceto, l'11°, solo verso il 160. Questo elenco sembra sia stato usato da Ireneo di Lione (Adversus Haereses, III, III), da Sesto Giulio Africano autore di una cronologia nel 222, dall'ignoto scrittore del III o IV secolo di un poema in latino contro Marcione, da Ippolito di Roma (che estese questa cronologia fino al 234) e, probabilmente, dall'autore del Catalogo Liberiano del 354. Quest'ultimo fu preso a riferimento per la stesura del Liber pontificalis. Eusebio di Cesarea, per la sua cronaca e per la sua storia, si basò sui dati dell'Africano; nella seconda opera, però, corresse leggermente le date. Di seguito le variazioni di ordine dei primi papi:
- Lino, Cleto, Clemente (Egesippo, Epifanio, Canone della Messa).
- Lino, Anacleto, Clemente (Ireneo di Lione, Africano, Eusebio, Girolamo).
- Lino, Cleto, Anacleto, Clemente (Poema contro Marcione).
- Lino, Clemente, Cleto, Anacleto (Ippolito di Roma (?), Catalogo Liberiano, Liber Pontificalis).[1]
- Lino, Clemente, Anacleto (Ottato di Milevi, Agostino d'Ippona).

Ad oggi nessun critico dubita che Cleto, Anacleto e Anèncleto siano la stessa persona. Anacleto è infatti la forma latina di Anèncleto, mentre Cleto è un diminutivo (più cristiano) di Anèncleto.
Si può trovare anche il nome lungo seguito dal numerale, Anacleto I, perché nel 1130 il cardinale Pietro Pierleoni, eletto antipapa, assunse il nome di Anacleto II.

## Biografia

### Origini e pontificato
Da quanto racconta il Liber Pontificalis, Cleto nacque ad Atene in Grecia, figlio di Antioco. Visse sotto gli imperatori Tito Flavio Vespasiano, Tito e Domiziano; quest'ultimo scatenò una violenta persecuzione contro i cristiani che culminò nell'anno 95; essendo Cleto morto nel 92, probabilmente non subì il martirio con la maggior parte dei cristiani della città, come affermava una secolare tradizione orale.
Secondo una tradizione, «priva di fondamento storico», fu eletto vescovo di Ruvo di Puglia da San Pietro, di cui ne fondò anche la Diocesi di Ruvo,  durante il viaggio di quest'ultimo verso Roma. Difatti, anticamente, Ruvo era considerata una tappa fondamentale lungo la Via Traiana. Era una fiorente città, già storicamente antica durante la stessa antica Roma. È stata una principale città della Peucezia prima e poi Magno-Greca poi, tant'è che ebbe anche il riconoscimento di Municipium Romano.

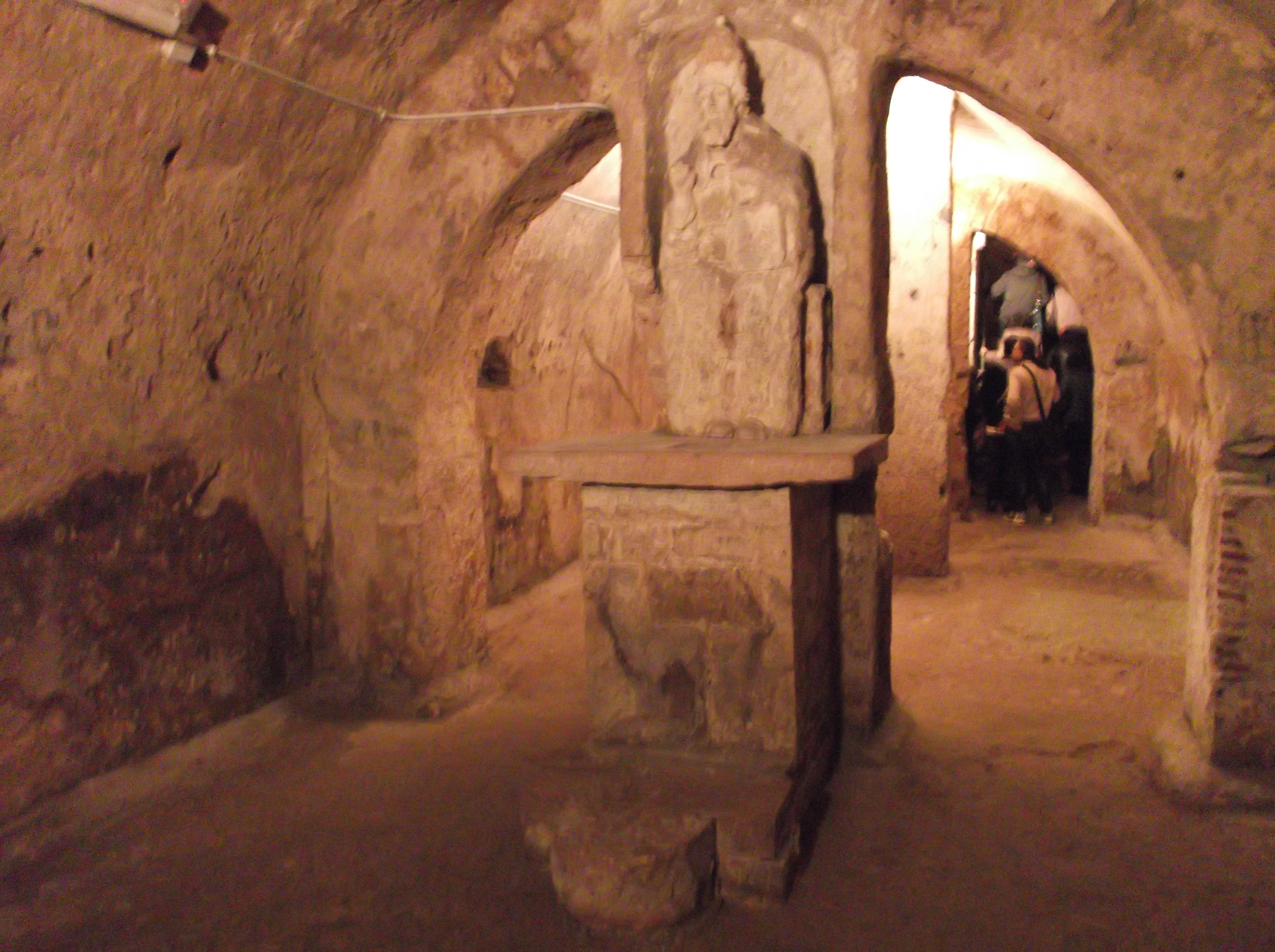
La cisterna di origine romana sotto l'attuale chiesa del Purgatorio a Ruvo di Puglia, anche conosciuta come Grotta di San Cleto

È testimoniata la presenza del culto di San Cleto a Ruvo fin dall'antichità. Infatti, sotto l'attuale chiesa del Purgatorio, anticamente conosciuta come chiesa di San Cleto, è presente una cisterna di origine romana, con un busto ritraente lo stesso santo. Secondo la tradizione, infatti, la cisterna, o anche conosciuta come Grotta di San Cleto, avrebbe ospitato la prima comunità cristiana e la prima Diocesi di Ruvo durante l'era romana.
E' giusto però anche ricordare una diatriba storica in merito a questo avvenimento. Nonostante le testimonianze date dagli storici locali di Ruvo (tra cui Fiippo Jatta e Pellegrini) e nazionali come Ferdinando Ughelli e l'esistenza della stessa Grotta di San Cleto sotto l'attuale chiesa del Purgatorio in centro storico a Ruvo di Puglia, altri storici come  Francesco Lanzoni, nel suo "Le Diocesi d'Italia: Dal principio al Secolo VII" indica come non ci fosse evidenza di una diocesi costituita a Ruvo di Puglia prima del VII secolo, nonostante Ferdinando Ughelli abbia confermato storicamente la nascita della Diocesi di Ruvo per opera di San Pietro apostolo in persona.
San Anacleto o Cleto fu papa sotto il regno di Tito quando, il 24 ottobre del 79, l'eruzione del Vesuvio causò la distruzione delle città di Stabiae, Ercolano e Pompei. Nella storia di Roma di quel periodo si ricorda che l'anno successivo all'eruzione fu inaugurato l'anfiteatro Flavio e, nell'85, fu inaugurato lo stadio Domiziano, che corrisponde all'attuale piazza Navona.
Questi tre episodi provocarono diversi stati d'animo e reazioni nella comunità cristiana. Se il primo fu letto, insieme alla distruzione di Gerusalemme di nove anni prima, come un indizio della prossima fine del mondo e del conseguente avvento del profetizzato regno di Dio, gli altri due, a così breve distanza, rappresentarono un trionfo del paganesimo ed un netto ridimensionamento delle aspettative cristiane.
Durante il suo pontificato ordinò 25 sacerdoti, ai quali avrebbe imposto la tonsura (pratica rimasta in vigore nella Chiesa latina fino ad oggi nonostante non più obbligatoria dal 1972), e curò l'edificazione di un sepolcro presso la Tomba di Pietro, dove venne sepolto.

### Morte e sepoltura
Cleto morì verso l'anno 92, quasi sicuramente per una morte naturale: per quell'anno, infatti, non sembra testimoniata alcuna persecuzione anticristiana. Fu sepolto nella necropoli vaticana, nei pressi della tomba di Pietro.

## Culto
È iscritto nel Martirologio Romano al 26 aprile:
Fino alla riforma liturgica del 1969 la ricorrenza figurava come commemorazione per tutto il rito romano al 26 aprile, nel nuovo Calendarium romanum che per tutta la Chiesa ricorda solo i santi che hanno maggiore rilevanza, la ricorrenza è stata espunta.
Nel canone romano è ricordato nella prima lista dei santi.
È santo patrono dei comuni di Ruvo di Puglia e di Belmonte del Sannio.